# Ostateczna rozgrywka (film 2004)
Ostateczna rozgrywka (ang. Direct Action) – film akcji produkcji kanadyjskiej z 2004 roku. Reżyserem filmu jest Sidney J. Furie, który wspólnie z Gregiem Mellottem napisał również scenariusz.